# Боселстадион
Боселстадион (хол. Bosuilstadion) је фудбалски стадион у граду Антверпену, Белгија. Стадион је отворен 1923. године и од тада је дом белгијског фудбалског клуба Ројал Антверпена. Има капацитет од 16.144, од којих је 800 ВИП седишта у затвореном простору. Налази се у округу Дурнеу.
Боселстадион је био домаћин реприза финала Купа победника купова Европе 1964. године, када је оверена победа ФК Спортинг Лисабон против будимпештанског МТК. Такође је био домаћин утакмице полуфинала Европског првенства 1972. између Белгије и Западне Немачке, где је победила Западна Немачка. На Боселу су одигране многе пријатељске међународне утакмице репрезентације Белгије, од којих су највише биле против репрезентације суседне Холандије. Међутим, стадион није био домаћин међународне утакмице од задње пријатељске утакмице Немачке против Бразила 1988. године.
Велика реконструкција стадиона почела је 2017. године.

## Међународне утакмице
На стадиону Босуил одиграно је 35 међународних утакмица између Белгије и Холандије, укључујући четири квалификације за Светско првенство (два ремија, две победе Холандије) уз 31 пријатељску утакмицу. Последњи пут сусрет „Белгија – Холандија“ овде је одигран 1977. године. Дана 24. априла 1960. постигнута је рекордна посета од 58.012 плаћених карата за за сусрет између Белгије и Холандије.
| № | Датум          | Репрезентације      | Резултат | Такмичење   | Посета |
| - | -------------- | ------------------- | -------- | ----------- | ------ |
| 1 | 24. април 1960 | Белгија – Холандија | 2 : 1    | пријатељска | 58.012 |

### Европско првенство1972.
| Датум         | Домаћин         | Резултат | Гост    | Такмичење           | Посета |
| ------------- | --------------- | -------- | ------- | ------------------- | ------ |
| 14. јун 1972. | Западна Немачка | 2–1      | Белгија | ЕП 1972. полуфинале | 55.569 |